# Huta Stara A
Huta Stara A ist eine Ortschaft mit einem Schulzenamt der Landgemeinde Poczesna im Powiat Częstochowski der Woiwodschaft Schlesien in Polen.

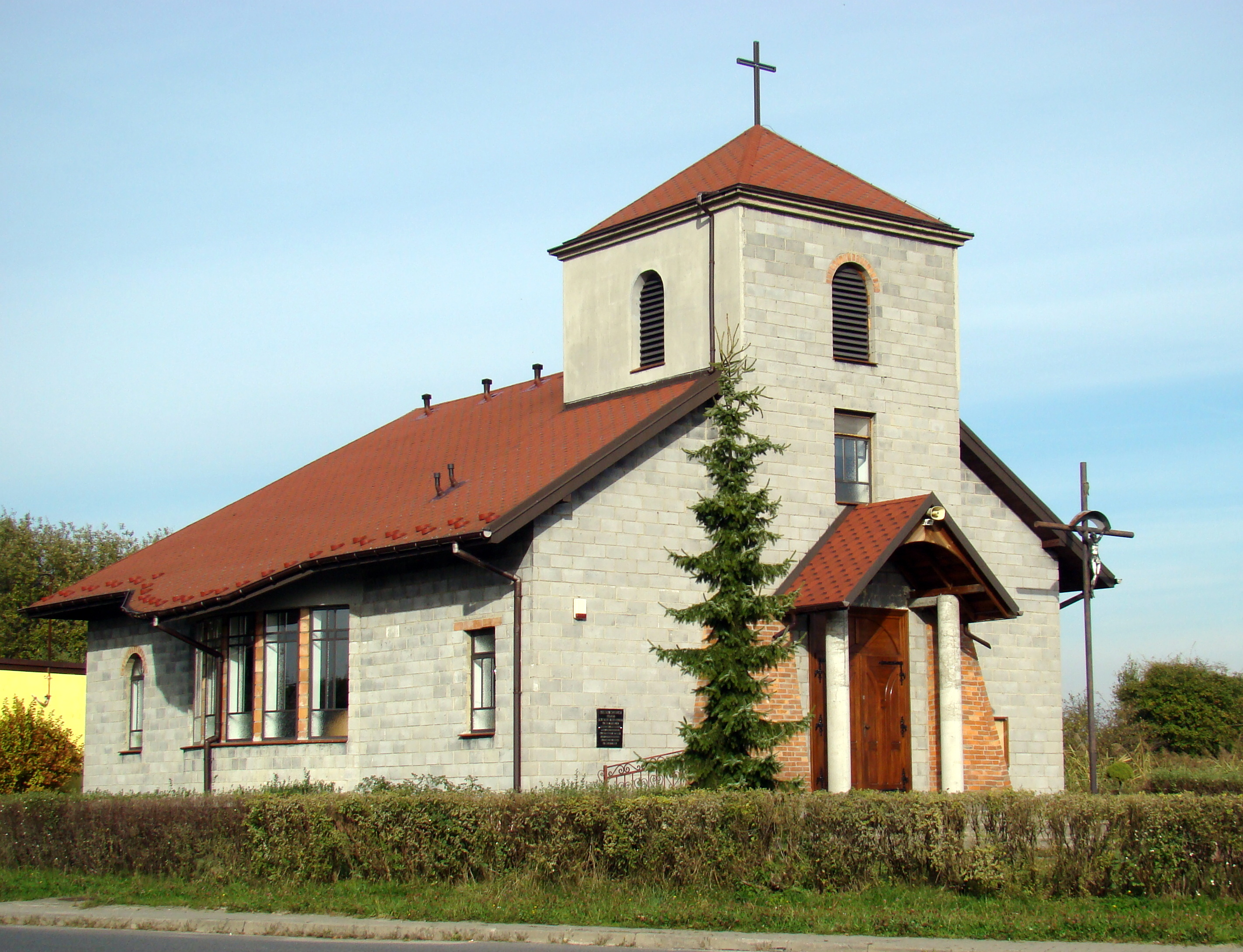
Kapelle in Huta Stara A

## Geschichte
Eine Glashütte im Dorf Wrzosowa wurde im Jahr 1581 erwähnt. Das Dorf namens Chuta Stara (etwa Alte Hütte) wurde in der Mitte des 18. Jahrhunderts erwähnt. Nach der zweiten Teilung Polens gehörte es von 1793 bis 1807 zu Südpreußen. 1809 kam es ins Herzogtum Warschau und 1815 ins neu entstandene russisch beherrschte Kongresspolen.
Im Jahr 1819 siedelten sich dort 13 Weberfamilien aus Mähren an. Im Jahr 1882 wurden die Orte Huta Stara A, Huta Stara B und Huta Stara C bzw. Huta, Huta Stara und Hutki alias Nowa wieś unterschieden. Die mährische Kolonie – Huta Stara A – wurde 1845 vom Kommissar Schosland in einem Durchleuchtungsbericht beschrieben. Sie hatte eine Kapelle, 92 Häuser, aus 88 der Landwirten waren 36 Textilmeister. Die schreibkundigen Bewohner benutzten in der Schrift die deutsche Sprache, aber viele Quellen betrachteten sie, wie die Textilarbeiter in Kamienica Polska (3 km südöstlich) als Tschechen. Die Protestanten gehörten der evangelisch-augsburgischen Filialgemeinde in Czarny Las, später der Gemeinde in Częstochowa.
Nach dem Ende des Ersten Weltkriegs kam Huta Stara A zu Polen. Im Februar 1940 wurde die Gemeinde Kamienica Polska mit Stara Huta dem Deutschen Reich angeschlossen und befand sich im Landkreis Blachstädt.
Von 1975 bis 1998 gehörte Huta Stara A zur Woiwodschaft Częstochowa.